# Reputation Stadium Tour
Reputation Stadium Tour là chuyến lưu diễn hòa nhạc thứ năm của nữ ca sĩ kiêm sáng tác nhạc người Mỹ Taylor Swift, nhằm quảng bá cho album phòng thu thứ sáu của cô, Reputation. Chuyến lưu diễn bắt đầu vào ngày 8 tháng 5 năm 2018 tại Glendale và kết thúc vào ngày 21 tháng 11 năm 2018 tại Tokyo, bao gồm 53 buổi biểu diễn. Các nghệ sĩ hỗ trợ cho chuyến lưu diễn gồm có Charli XCX, Camila Cabello và Broods. Đây là chuyến lưu diễn đầu tiên của Taylor 100% tổ chức ở sân vận động, giúp Taylor là nữ ca sĩ thứ 2 làm được điều này (sau Beyoncé với Formation World Tour) và là nghệ sĩ thứ 4 làm được điều này ở thế kỷ 21 (sau One Direction, Beyoncé, The Carters).
Một bộ phim tài liệu cùng tên được đạo diễn bởi Paul Dugdale phát hành vào ngày 31 tháng 12 năm 2018 trên Netflix. Bộ phim được ghi hình tại buổi diễn thứ hai ở Arlington, Texas vào ngày 6 tháng 10 năm 2018.

## Phát triển
Tháng 8 năm 2017, tạp chí Billboard thông báo rằng Swift sẽ sử dụng chương trình Verified Fan của hệ thống bán vé trực tuyến Ticketmaster để bán vé nhằm ngăn ngừa tình trạng bot và những tổ chức mua vé rồi bán lại với giá cao hơn. Chương trình, mang tên "Taylor Swift Tix", cho phép người hâm mộ đặt mua vé trước khi vé được bán rộng rãi bằng cách tham gia vào các hoạt động quảng bá để tăng cao cơ hội nhận mã truy cập đặt vé.
Vào ngày 13 tháng 11 năm 2017, ban quản lý của Swift công bố thời gian diễn ra cho 27 buổi biểu diễn đầu tiên ở Bắc Mỹ cùng với trang Tickmaster. Vé sau đó đã được mở bán vào ngày 13 tháng 12 năm 2017, ngày sinh nhật thứ 28 của Swift.
Vào cuối tháng 11, Swift đã công bố thêm 3 buổi diễn tại Manchester, Dublin, và Luân Đôn. Do nhu cầu đặt vé cao của người hâm mộ nên cô đã bổ sung thêm 1 buổi diễn nữa ở không chỉ 3 thành phố trên mà còn có cả những thành phố khác tại Bắc Mỹ như Pasadena, Chicago, Đông Rutherford, Foxborough, Toronto và Atlanta. Vào ngày 3 tháng 12, Swift công bố thêm 5 buổi diễn tiếp theo tại châu Đại Dương. Vào tháng 1 năm 2018, do nhu cầu mua vé to lớn của người hâm mộ, Swift tiếp tục bổ sung buổi biểu diễn thứ hai tại Santa Clara, Landover, Philadelphia, Minneapolis và Arlington và buổi biểu diễn thứ ba ở Đông Rutherford và Foxborough, với tổng cộng là 40 buổi diễn ở chặng Bắc Mỹ.
Vào ngày 1 tháng 3 năm 2018, Swift chính thức thông báo Camila Cabello và Charli XCX sẽ là khách mời mở màn cho chuyến lưu diễn. Camila Cabello trước đó cũng được đoán trước rằng sẽ là người mở màn cho chuyến lưu diễn của Swift vì lịch trình của chuyến lưu diễn Never Be the Same Tour của cô không trùng với Swift; đài phát thanh thành phố Portland, Portland's Live 95.5 cũng công bố sự hiện diện của Cabello trong chuyến lưu diễn, cụ thể là bằng một bài viết đã bị xóa trên Twitter quảng cáo về một trò chơi rút thăm trúng thưởng với giải thưởng là một chuyến đi đến buổi hòa nhạc của Swift tại sân vận động Wembley, Luân Đôn vào ngày 22 tháng 6 năm 2018, một ngày trước khi Swift xác nhận thông tin này.
Vào ngày 8 tháng 5 năm 2018, Swift đã công bố 2 buổi biểu diễn ở Tokyo, Nhật Bản. Nữ ca sĩ Charli XCX sẽ là người mở màn.. Vào tháng 9 năm 2018, bộ đôi Broods được thông báo sẽ là người mở màn cho các buổi diễn thuộc chặn châu Đại Dương.

## Đánh giá chuyên môn

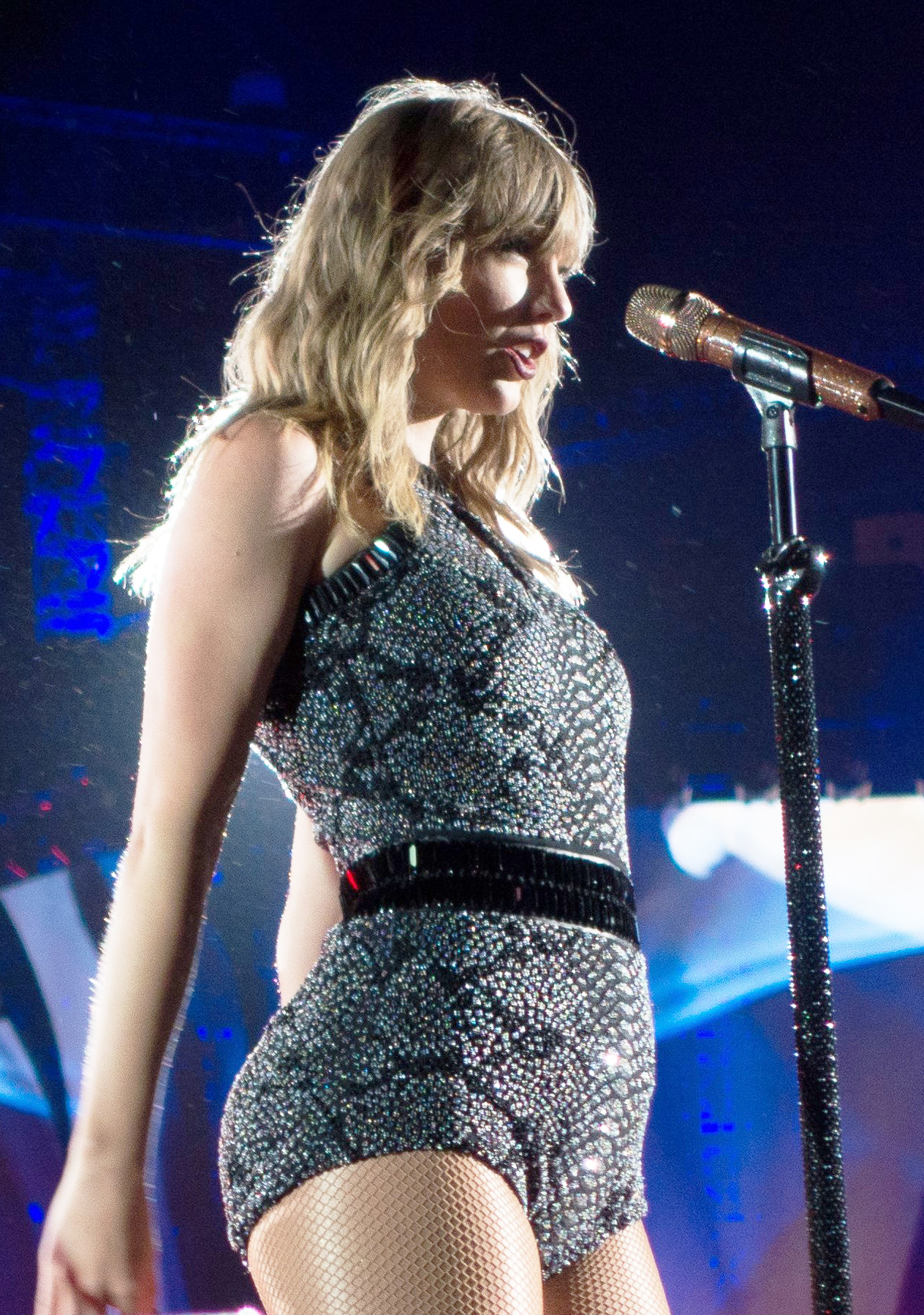
Swift trình diễn tại Levi's Stadium ở Santa Clara.

Chuyến lưu diễn đã đón nhận nhiều đánh giá tích cực, thường được nói đến như là chuyến lưu diễn tuyệt vời nhất trong sự nghiệp âm nhạc của Swift cho đến thời điểm hiện tại và là chuyến lưu diễn nổi bật nhất của năm 2018. Ed Masley đến từ báo The Arizona Republic, đã đánh giá "Có nhiều khoảnh khắc trong những màn trình diễn của Swift mà gợi cho ta thấy được rằng cô ấy đang biểu diễn tới tận những hàng ghế cuối cùng ở sân vận động chỉ đơn giản bằng việc chia sẻ âm nhạc với những người hâm mộ của cô", trong khi tán ngợi khâu thiết kế sản xuất của chuyến lưu diễn và đề cao sự liên kết giữa Swift và đám đông. Jim Harrington, đến từ The Mercury News, khen ngợi sự cải thiện trong kỹ năng hát và trình diễn của nữ ca sĩ qua từng năm: "Buổi biểu diễn của Swift khá đa dạng, cô ấy đều nổi trội ở bất cứ khía cạnh nào của buổi diễn". Chris Tuite, đến từ CBS San Francisco, đã viết: "Thứ duy nhất mà nổi bật hơn quang cảnh  Swift trong khi thay đổi trang phục là những con rắn độc ác với kích thước khổng lồ mà xuất hiện như biểu tượng khắp sân khấu". Michael Tritsch từ 303 Magazine đã bình luận về chuyến lưu diễn: "Chuyến lưu diễn này đã đặt một viên gạch đổi mới và nâng cao tiêu chuẩn cho những buổi diễn tại các sân vận động trong tương lai" và "Danh tiếng của chuyến lưu diễn này đã đưa nó vào sử sách".

## Thương mại

### Lượng bán vé
Sau bốn ngày bán vé thông qua chương trình Verified Fan và ba ngày bán theo cách thông thường bắt đầu từ ngày 13 tháng 12, chuyến lưu diễn đã thu về 180 triệu USD chỉ từ 33 buổi diễn ở Bắc Mỹ. Pollstar đã báo cáo với dữ liệu thu thập bởi the Gridiron Stadium Network, một công ty con thuộc NFL, đơn vị cùng cộng tác để tổ chức những buổi diễn tại những công trình của họ, cho thấy ít nhất 35,000 vé đã được bán vào ngày 18 tháng 12 ở mười sân vận động mà chuyến lưu diễn đi qua. Lượng vé bán ra tầm khoảng từ 35,419 vé ở Heinz Field đến mức 48,039 vé tại Lincoln Financial Field ở Philadelphia. Với hơn 47,000 vé đã được bán ra đã cho thấy doanh thu ở buổi diễn vào ngày 12 tháng 5 năm 2018 tại Levi's Stadium ở Santa Clara đã gần chạm mức 9 triệu USD, việc này đã khiến Swift bổ sung thêm 1 buổi diễn tại đây.
Theo StubHub, Reputation Stadium Tour là chuyến lưu diễn có lượng vé bán ra cao nhất đối với một nữ nghệ sĩ trong năm 2018 tại Anh Quốc.

### Doanh thu
Bảy buổi trình diễn đầu tiên của chuyến lưu diễn đã mang lại 54 triệu USD với 390,000 vé được bán ra, đưa Swift dẫn đầu bảng xếp hạng Billboard's Hot Tours tháng 6 năm 2018. Các buổi biểu diễn của nữ ca sĩ đều cháy vé với số lượng vé như 59,157 vé ở Glendale và 107,550 vé ở Santa Clara (2 đêm diễn), đạt doanh thu lần lượt 7,21 triệu USD và 14 triệu USD, trong khi những buổi diễn ở Pasadena đạt doanh thu tới gần 16,3 triệu USD và ở Seattle ước tính khoảng hơn 8,6 triệu USD. Những buổi diễn ở Louisville và Columbus, diễn ra vào tháng 7 năm 2018, thu về 11,5 triệu USD với khoảng 115,000 vé đã được bán, sau đó được cho biết là buổi diễn đã bán được nhiều vé nhất với giá vé cũng cao nhất, khoảng xấp xỉ 63,000 vé và thu lại 6,6 triệu USD.

### Những kỷ lục

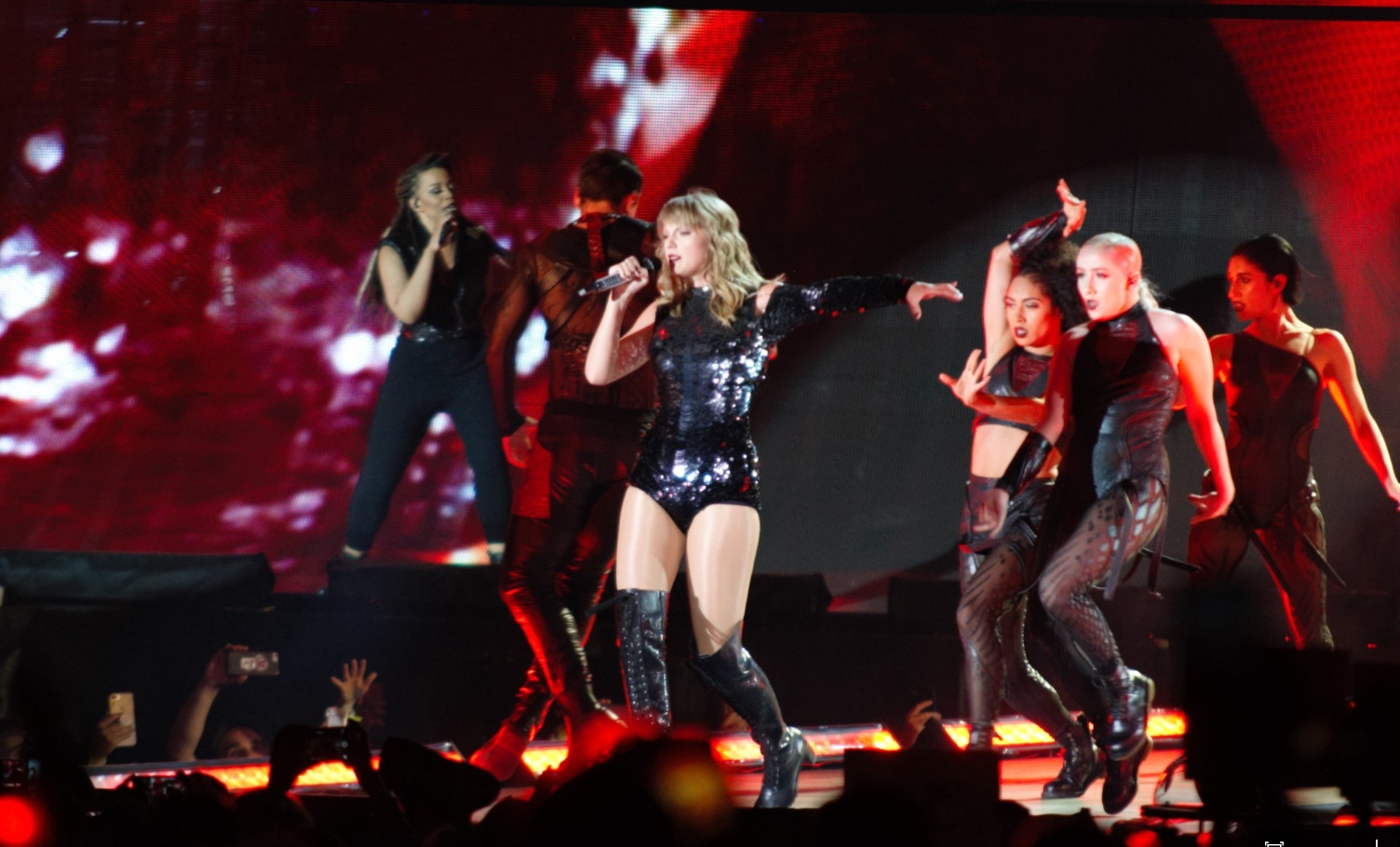
Swift trình diễn tại Sports Authority Field at Mile High ở Denver, với tư cách nữ nghệ sĩ đầu tiên tổ chức buổi diễn tại đây.

Chuyến trình diễn đã tạo ra nhiều kỷ lục cả về doanh thu và người tham dự, vượt qua doanh thu 5,2 triệu $ của Metallica vào tháng 8 năm 2017 khoảng 2 triệu $. Với 59,157 vé được bán ra, nữ ca sĩ cũng đã phá vỡ kỷ lục về số người tham dự của One Direction's Where We Are Tour vào năm 2014 khoảng 2,633 seats. Với 14 triệu $ từ 107,550 vé được bán ra tại sân vận động Levi's [Levi's Stadium], cô ấy đã vượt qua kỷ lục của chính cô ấy cả về doanh thu và số người tham dự từ  The 1989 World Tour vào năm 2015. Với hơn   118,000 người hâm mộ tham gia tại  Rose Bowl, hai buổi trình diễn đã nhận được 16,2 triệu $ và tạo nên một kỷ lục mới về ngôi sao trình diễn solo, vượt qua kỷ lục của U2 vào năm  2017 khoảng 467,000 $. Tổng hợp lại tất cả những kỷ lục trước tạo bởi U2 đều đã bị phá vỡ tại sân vân động Seattle's CenturyLink Field, nơi mà nữ ca sĩ đã vượt qua Joshua Tree Tour 2017 khoảng 2.4 triệu $, và tại Denver's Sports Authority Field ở Mile High, nơi mà doanh thu của cô ấy đã vượt qua khoảng 6.6 triệu $ so với kỷ lục ban nhạc đã lập ra vào năm 2011 trong chuyến lưu diễn 360° Tour khoảng 1.2 triệu $.
Swift đã làm nên lịch sử khi trở thành nữ nghệ sĩ đầu tiên biểu diễn tại sân vận động Dublin's Croke Park hai lần, với khoảng 136,000 người tham dự trong cả hai đêm đó. Swift trở thành nữ nghệ sĩ đầu tiên trình diễn ba đêm liên tiếp tại sân vận động MetLife [MetLife Stadium].

## Ảnh hưởng
Để vinh danh hai buổi biểu diễn liên tiếp của Swift tại Sân vận động U.S Bank tại Minneapolis, Minnesota, thống đốc bang Mark Dayton đã tuyên bố ngày 31 tháng 8 năm 2018 là "ngày Taylor Swift", khen ngợi cô ấy "một người có tầm ảnh hưởng tích cực đến những người hâm mộ qua sự trung thực, lòng nhân hậu, lòng từ thiện sâu rộng và sức mạnh mẽ của nhân vật".

## Danh sách tiết mục
Danh sách tiết mục này từ buổi trình diễn vào ngày 8 tháng 5 năm 2018 tại Glendale, Arizona. Không phải tiết mục nào cũng hiện diện trong những buổi diễn của chuyến lưu diễn.
1. "...Ready for It?"
2. "I Did Something Bad"
3. "Gorgeous"
4. "Style" / "Love Story" / "You Belong with Me"
5. "Look What You Made Me Do"
6. "End Game"
7. "King of My Heart"
8. "Delicate"
9. "Shake It Off" (with Camila Cabello and Charli XCX)
10. "Dancing with Our Hands Tied"
11. "All Too Well"
12. "Blank Space"
13. "Dress"
14. "Bad Blood" / "Should've Said No"
15. "Don't Blame Me"
16. "Long Live" / "New Year's Day"
17. "Getaway Car"
18. "Call It What You Want"
19. "We Are Never Ever Getting Back Together" / "This Is Why We Can't Have Nice Things"

- Trong đêm diễn đầu tiên tại Landover, đêm diễn thứ hai tại Philadelphia, và đêm diễn thứ ba tại East Rutherford, Swift trình diễn "So It Goes..." thay cho "Dancing with Our Hands Tied".[18]
- Trong đêm diễn thứ hai tại Philadelphia, Swift trình diễn hát chay "Our Song" và "Wildest Dreams" vì sự cố sân khấu sau màn trình diễn "Delicate".[19]
- Trong đêm diễn thứ hai tại East Rutherford, Swift trình diễn "Clean" trước liên khúc "Long Live" / "New Year's Day".[20]
- Trong các đêm diễn tại Seattle và Tokyo, chỉ có Charli XCX trình diễn "Shake It Off" cùng Swift.
- Trong đêm diễn tại Perth, Swift trình diễn "Shake It Off" một mình.
- Trong các đêm diễn tại Melbourne, Sydney, Brisbane, và Auckland, Swift trình diễn "Shake It Off" cùng Charli XCX và Georgia Nott của Broods.
- Trong đêm diễn tại Sydney, Swift không trình diễn "Dancing With Our Hands Tied".

Swift đã trình diễn nhiều bài hát khác nhau từ các album phòng thu của mình tại mỗi buổi diễn thay cho "All Too Well", tất cả đều là phiên bản acoustic:
- Trong đêm diễn đầu tiên tại Santa Clara, "Wildest Dreams".
- Trong đêm diễn thứ hai tại Santa Clara, "The Best Day".
- Trong đêm diễn đầu tiên tại Pasadena, "Red".
- Trong đêm diễn tại Seattle, "Holy Ground".
- Trong đêm diễn tại Denver, "Teardrops on My Guitar".
- Trong đêm diễn đầu tiên tại Chicago, "Our Song".
- Trong đêm diễn thứ hai tại Chicago, "22".
- Trong đêm diễn đầu tiên tại Manchester, "I Knew You Were Trouble".
- Trong đêm diễn thứ hai tại Manchester, "I Don't Wanna Live Forever".
- Trong đêm diễn đầu tiên tại Dublin, "Mean".
- Trong đêm diễn thứ hai tại Dublin, "How You Get the Girl".
- Trong đêm diễn đầu tiên tại London, "So It Goes...".
- Trong đêm diễn thứ hai tại London, "Fifteen".
- Trong đêm diễn tại Louisville, "Mine".
- Trong đêm diễn tại Columbus, "Sparks Fly".
- Trong đêm diễn đầu tiên tại Landover, "State of Grace".
- Trong đêm diễn thứ hai tại Landover, "Haunted".
- Trong đêm diễn đầu tiên tại Philadelphia, "Never Grow Up".
- Trong đêm diễn thứ hai tại Philadelphia, "Treacherous".
- Trong đêm diễn tại Cleveland, "Babe".
- Trong đêm diễn đầu tiên tại East Rutherford, "Welcome to New York".
- Trong đêm diễn thứ hai East Rutherford, "Fearless".
- Trong đêm diễn thứ ba tại East Rutherford, "Enchanted".
- Trong đêm diễn đầu tiên tại Foxborough, "22".
- Trong đêm diễn thứ hai Foxborough, "Change".
- Trong đêm diễn thứ ba tại Foxborough, "Ours".
- Trong đêm diễn đầu tiên tại Toronto, "Out of the Woods".
- Trong đêm diễn thứ hai Toronto, "Come Back... Be Here".
- Trong đêm diễn tại Pittsburgh, "A Place in This World".
- Trong đêm diễn đầu tiên tại Atlanta, "This Love".
- Trong đêm diễn thứ hai Atlanta, "The Lucky One".
- Trong đêm diễn tại Tampa, "Invisible".
- Trong đêm diễn tại Miami Gardens, "Breathe".
- Trong đêm diễn tại Nashville, "Better Man".
- Trong đêm diễn tại Detroit, "Jump Then Fall".
- Trong đêm diễn đầu tiên tại Minneapolis, "Begin Again".
- Trong đêm diễn thứ hai Minneapolis, "Tied Together with a Smile".
- Trong đêm diễn tại Kansas City, "The Story of Us".
- Trong đêm diễn tại Indianapolis, "Forever & Always".
- Trong đêm diễn tại St. Louis, "Hey Stephen".
- Trong đêm diễn tại New Orleans, "Speak Now".
- Trong đêm diễn tại Houston, "Wonderland".
- Trong đêm diễn đầu tiên tại Arlington, "White Horse".
- Trong đêm diễn tại Perth, "I Knew You Were Trouble".
- Trong đêm diễn tại Melbourne, "I'm Only Me When I'm with You".
- Trong đêm diễn tại Sydney, "22".
- Trong đêm diễn tại Brisbane, "Starlight".
- Trong đêm diễn tại Auckland, "Out of the Woods".
- Trong đêm diễn đầu tiên tại Tokyo, "I Know Places"
- Trong đêm diễn thứ hai tại Tokyo, "Wildest Dreams".

Swift đã tạo sự bất ngờ cho người hâm mộ tại một vài buổi diễn bằng việc mời các nghệ sĩ khác cùng lên sân khấu với tư cách khách mời đặc biệt và biểu diễn song ca cùng họ.
- 18 Tháng Năm, 2018 – Pasadena: "There's Nothing Holdin' Me Back" cùng với Shawn Mendes.[22]
- 19 Tháng Năm, 2018 – Pasadena: "My My My!" cùng với Troye Sivan;[23] "Hands to Myself" cùng với Selena Gomez.[24]
- 22 Tháng Sáu, 2018 – London: "Slow Hands" cùng với Niall Horan.[25]
- 23 Tháng Sáu, 2018 – London: "Angels" cùng với Robbie Williams.[26]
- 26 Tháng Bảy, 2018 – Foxborough: "Curious" cùng với Hayley Kiyoko.[27]
- 4 Tháng Tám, 2018 – Toronto: "Summer of '69" cùng với Bryan Adams.[28]
- 5 Tháng Tám, 2018 – Nashville: "Tim McGraw" cùng với Tim McGraw và Faith Hill.[29]
- 5 Tháng Mười, 2018 – Arlington: "The Middle" cùng với Maren Morris.[30]
- 6 Tháng Mười, 2018 – Arlington: "Babe" cùng với bộ đôi Sugarland.[31]

## Lịch diễn
| Ngày                 | Thành phố        | Quốc gia    | Địa điểm                             | Người mở màn              | Lượng vé bán      | Doanh thu   |
| Bắc Mỹ               | Bắc Mỹ           | Bắc Mỹ      | Bắc Mỹ                               | Bắc Mỹ                    | Bắc Mỹ            | Bắc Mỹ      |
| -------------------- | ---------------- | ----------- | ------------------------------------ | ------------------------- | ----------------- | ----------- |
| 8 tháng 5 năm 2018   | Glendale         | Hoa Kỳ      | Sân vận động Đại học Phoenix         | Camila Cabello Charli XCX | 59,157 / 59,157   | $7,214,478  |
| 12 tháng 5 năm 2018  | Santa Clara      | Hoa Kỳ      | Sân vận động Levi's                  | Camila Cabello Charli XCX | 107,550 / 107,550 | $14,006,963 |
| 13 tháng 5 năm 2018  | Santa Clara      | Hoa Kỳ      | Sân vận động Levi's                  | Camila Cabello Charli XCX | 107,550 / 107,550 | $14,006,963 |
| 18 tháng 5 năm 2018  | Pasadena         | Hoa Kỳ      | Rose Bowl                            | Camila Cabello Charli XCX | 118,084 / 118,084 | $16,251,980 |
| 19 tháng 5 năm 2018  | Pasadena         | Hoa Kỳ      | Rose Bowl                            | Camila Cabello Charli XCX | 118,084 / 118,084 | $16,251,980 |
| 22 tháng 5 năm 2018  | Seattle          | Hoa Kỳ      | CenturyLink Field                    | Charli XCX                | 56,021 / 56,021   | $8,672,219  |
| 25 tháng 5 năm 2018  | Denver           | Hoa Kỳ      | Sports Authority Field tại Mile High | Camila Cabello Charli XCX | 57,140 / 57,140   | $7,926,366  |
| 1 tháng 6 năm 2018   | Chicago          | Hoa Kỳ      | Soldier Field                        | Camila Cabello Charli XCX | 105,208 / 105,208 | $14,576,697 |
| 2 tháng 6 năm 2018   | Chicago          | Hoa Kỳ      | Soldier Field                        | Camila Cabello Charli XCX | 105,208 / 105,208 | $14,576,697 |
| Châu Âu              |                  |             |                                      |                           |                   |             |
| 8 tháng 6 năm 2018   | Manchester       | Anh         | Sân vận động Etihad                  | Camila Cabello Charli XCX | 77,258 / 77,258   | $6,169,724  |
| 9 tháng 6 năm 2018   | Manchester       | Anh         | Sân vận động Etihad                  | Camila Cabello Charli XCX | 77,258 / 77,258   | $6,169,724  |
| 15 tháng 6 năm 2018  | Dublin           | Ireland     | Croke Park                           | Camila Cabello Charli XCX | 133,034 / 133,034 | $8,567,769  |
| 16 tháng 6 năm 2018  | Dublin           | Ireland     | Croke Park                           | Camila Cabello Charli XCX | 133,034 / 133,034 | $8,567,769  |
| 22 tháng 6 năm 2018  | Luân Đôn         | Anh         | Sân vận động Wembley                 | Camila Cabello Charli XCX | 143,427 / 143,427 | $12,214,933 |
| 23 tháng 6 năm 2018  | Luân Đôn         | Anh         | Sân vận động Wembley                 | Camila Cabello Charli XCX | 143,427 / 143,427 | $12,214,933 |
| Bắc Mỹ               |                  |             |                                      |                           |                   |             |
| 30 tháng 6 năm 2018  | Louisville       | Hoa Kỳ      | Sân vận động Cardinal                | Camila Cabello Charli XCX | 52,138 / 52,138   | $4,928,219  |
| 7 tháng 7 năm 2018   | Columbus         | Hoa Kỳ      | Sân vận động Ohio                    | Camila Cabello Charli XCX | 62,897 / 62,897   | $6,606,529  |
| 10 tháng 7 năm 2018  | Landover         | Hoa Kỳ      | FedExField                           | Camila Cabello Charli XCX | 95,672 / 95,672   | $11,396,004 |
| 11 tháng 7 năm 2018  | Landover         | Hoa Kỳ      | FedExField                           | Camila Cabello Charli XCX | 95,672 / 95,672   | $11,396,004 |
| 13 tháng 7 năm 2018  | Philadelphia     | Hoa Kỳ      | Lincoln Financial Field              | Camila Cabello Charli XCX | 107,378 / 107,378 | $11,951,047 |
| 14 tháng 7 năm 2018  | Philadelphia     | Hoa Kỳ      | Lincoln Financial Field              | Camila Cabello Charli XCX | 107,378 / 107,378 | $11,951,047 |
| 17 tháng 7 năm 2018  | Cleveland        | Hoa Kỳ      | Sân vận động FirstEnergy             | Camila Cabello Charli XCX | 51,323 / 51,323   | $5,148,757  |
| 20 tháng 7 năm 2018  | East Rutherford  | Hoa Kỳ      | Sân vận động MetLife                 | Camila Cabello Charli XCX | 165,654 / 165,654 | $22,031,386 |
| 21 tháng 7 năm 2018  | East Rutherford  | Hoa Kỳ      | Sân vận động MetLife                 | Camila Cabello Charli XCX | 165,654 / 165,654 | $22,031,386 |
| 22 tháng 7 năm 2018  | East Rutherford  | Hoa Kỳ      | Sân vận động MetLife                 | Camila Cabello Charli XCX | 165,654 / 165,654 | $22,031,386 |
| 26 tháng 7 năm 2018  | Foxborough       | Hoa Kỳ      | Sân vận động Gillette                | Camila Cabello Charli XCX | 174,764 / 174,764 | $21,779,846 |
| 27 tháng 7 năm 2018  | Foxborough       | Hoa Kỳ      | Sân vận động Gillette                | Camila Cabello Charli XCX | 174,764 / 174,764 | $21,779,846 |
| 28 tháng 7 năm 2018  | Foxborough       | Hoa Kỳ      | Sân vận động Gillette                | Camila Cabello Charli XCX | 174,764 / 174,764 | $21,779,846 |
| 3 tháng 8 năm 2018   | Toronto          | Canada      | Trung tâm Rogers                     | Camila Cabello Charli XCX | 100,310 / 100,310 | $11,177,000 |
| 4 tháng 8 năm 2018   | Toronto          | Canada      | Trung tâm Rogers                     | Camila Cabello Charli XCX | 100,310 / 100,310 | $11,177,000 |
| 7 tháng 8 năm 2018   | Pittsburgh       | Hoa Kỳ      | Heinz Field                          | Camila Cabello Charli XCX | 56,445 / 56,445   | $6,230,876  |
| 10 tháng 8 năm 2018  | Atlanta          | Hoa Kỳ      | Sân vận động Mercedes-Benz           | Camila Cabello Charli XCX | 116,746 / 116,746 | $18,089,415 |
| 11 tháng 8 năm 2018  | Atlanta          | Hoa Kỳ      | Sân vận động Mercedes-Benz           | Camila Cabello Charli XCX | 116,746 / 116,746 | $18,089,415 |
| 14 tháng 8 năm 2018  | Tampa            | Hoa Kỳ      | Sân vận động Raymond James           | Camila Cabello Charli XCX | 55,909 / 55,909   | $7,244,264  |
| 18 tháng 8 năm 2018  | Miami            | Hoa Kỳ      | Sân vận động Hard Rock               | Camila Cabello Charli XCX | 47,818 / 47,818   | $7,072,164  |
| 25 tháng 8 năm 2018  | Nashville        | Hoa Kỳ      | Sân vận động Nissan                  | Camila Cabello Charli XCX | 56,112 / 56,112   | $9,007,179  |
| 28 tháng 8 năm 2018  | Detroit          | Hoa Kỳ      | Ford Field                           | Camila Cabello Charli XCX | 49,458 / 49,458   | $6,597,845  |
| 31 tháng 8 năm 2018  | Minneapolis      | Hoa Kỳ      | Sân vận động U.S. Bank               | Camila Cabello Charli XCX | 98,773 / 98,773   | $10,242,023 |
| 1 tháng 9 năm 2018   | Minneapolis      | Hoa Kỳ      | Sân vận động U.S. Bank               | Camila Cabello Charli XCX | 98,773 / 98,773   | $10,242,023 |
| 8 tháng 9 năm 2018   | Thành phố Kansas | Hoa Kỳ      | Sân vận động Arrowhead               | Camila Cabello Charli XCX | 58,611 / 58,611   | $6,730,138  |
| 15 tháng 9 năm 2018  | Indianapolis     | Hoa Kỳ      | Sân vận động Lucas Oil               | Camila Cabello Charli XCX | 55,729 / 55,729   | $6,531,245  |
| 18 tháng 9 năm 2018  | St. Louis        | Hoa Kỳ      | The Dome tại Trung tâm America       | Camila Cabello Charli XCX | 47,831 / 47,831   | $4,884,054  |
| 22 tháng 9 năm 2018  | New Orleans      | Hoa Kỳ      | Mercedes-Benz Superdome              | Camila Cabello Charli XCX | 53,172 / 53,172   | $6,491,546  |
| 29 tháng 9 năm 2018  | Houston          | Hoa Kỳ      | Sân vận động NRG                     | Camila Cabello Charli XCX | 53,800 / 53,800   | $9,350,275  |
| 5 tháng 10 năm 2018  | Arlington        | Hoa Kỳ      | Sân vận động AT&T                    | Camila Cabello Charli XCX | 105,002 / 105,002 | $15,006,157 |
| 6 tháng 10 năm 2018  | Arlington        | Hoa Kỳ      | Sân vận động AT&T                    | Camila Cabello Charli XCX | 105,002 / 105,002 | $15,006,157 |
| Châu Đại Dương       |                  |             |                                      |                           |                   |             |
| 19 tháng 10 năm 2018 | Perth            | Úc          | Sân vận động Optus                   | Charli XCX Broods         | 50,900 / 50,900   | $4,153,679  |
| 26 tháng 10 năm 2018 | Melbourne        | Úc          | Sân vận động Marvel                  | Charli XCX Broods         | 63,027 / 63,027   | $6,755,570  |
| 2 tháng 11 năm 2018  | Sydney           | Úc          | Sân vận động ANZ                     | Charli XCX Broods         | 72,805 / 72,805   | $7,686,563  |
| 6 tháng 11 năm 2018  | Brisbane         | Úc          | The Gabba                            | Charli XCX Broods         | 43,907 / 43,907   | $4,338,125  |
| 9 tháng 11 năm 2018  | Auckland         | New Zealand | Sân vận động Mount Smart             | Charli XCX Broods         | 29,737 / 29,737   | $3,617,601  |
| Châu Á               |                  |             |                                      |                           |                   |             |
| 20 tháng 11 năm 2018 | Tokyo            | Nhật Bản    | Tokyo Dome                           | Charli XCX                | 100,109 / 100,109 | $14,859,847 |
| 21 tháng 11 năm 2018 | Tokyo            | Nhật Bản    | Tokyo Dome                           | Charli XCX                | 100,109 / 100,109 | $14,859,847 |